# Radar di Ouessant
La torre radar dell'isola di Ouessant in Bretagna (Francia), è stata costruita nel 1982 a seguito dei naufragi della Olympic Bravery (1976) e della Amoco Cadiz (1978). Quest'ultima catastrofe è senza dubbio la più grande marea nera mai registrata al mondo che colpì, il 16 marzo 1978, il litorale bretone da Brest a Saint-Brieuc per una lunghezza di circa 320 km dovuto allo sversamento di circa 270.000t di greggio.

## L'area di copertura
Praticamente la zona viene sorvegliata da questa torre alta 72 metri (136 se la consideriamo sul livello del mare) che obbliga le navi e i cargo a seguire una specie di autostrada del mare a tre corsie: le prime due sono riservate rispettivamente alle navi che salgono verso la Manica e alle navi che scendono verso l'Atlantico. La terza corsia è riservata solamente ai cargo che trasportano materiali pericolosi (per questo è la corsia più lontana e dista circa trenta miglia marine da Ouessant. Bisogna ricordare che questa rotta è percorsa annualmente da circa 50.000 navi.

## Il gestore dell'impianto
Insieme al radar, è stato istituito un Centre Opérationelle de Surveillance et Sauvetage (CROSS), ovvero una Centrale Operativa di Sorveglianza e Salvataggio che tiene sotto controllo l'area 24 h su 24 e, nel caso di un'emergenza attiva tutte le misure necessarie avvisando la Guardia Costiera e la Gendarmeria Marittima.

## Galleria d'immagini

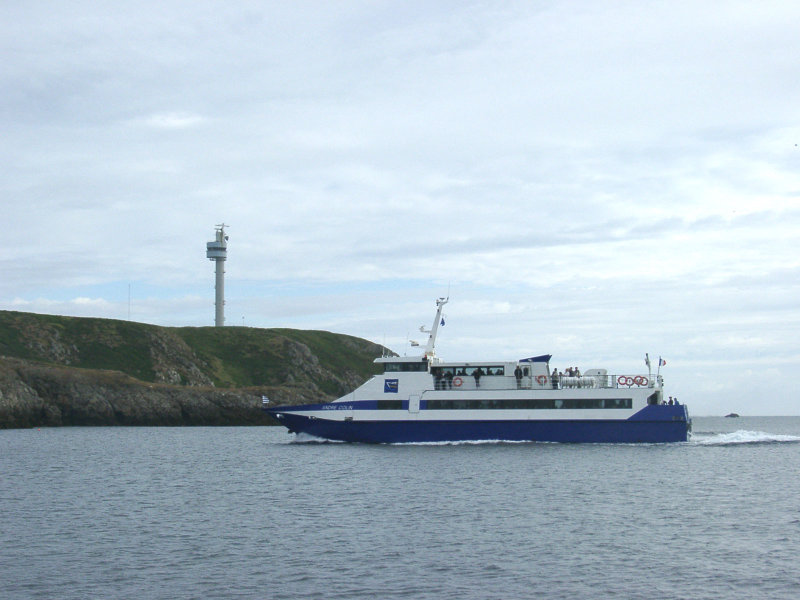
La torre Radar di Ouessant vista dall'imbarcadero
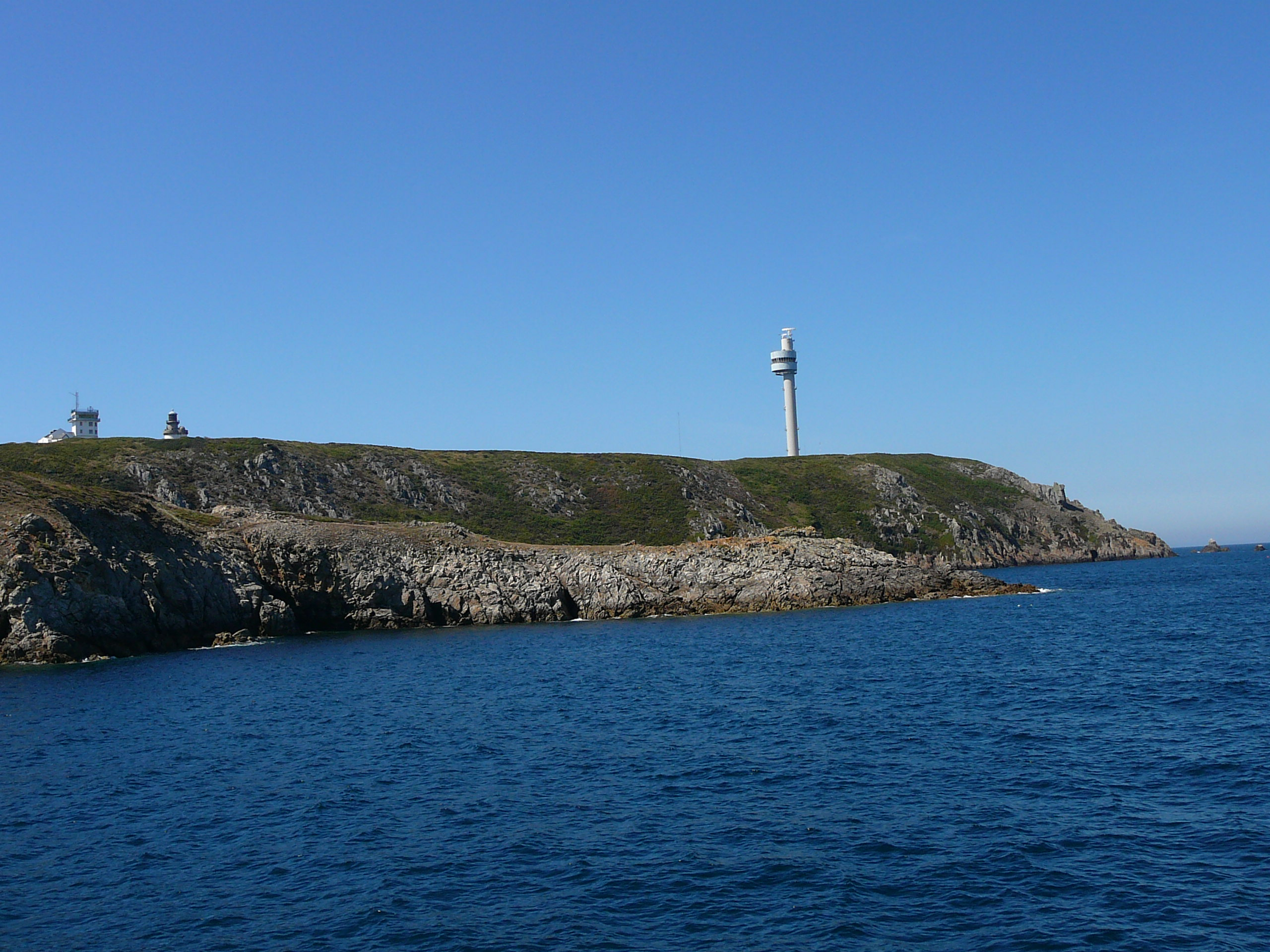
La torre radar visto dal porto
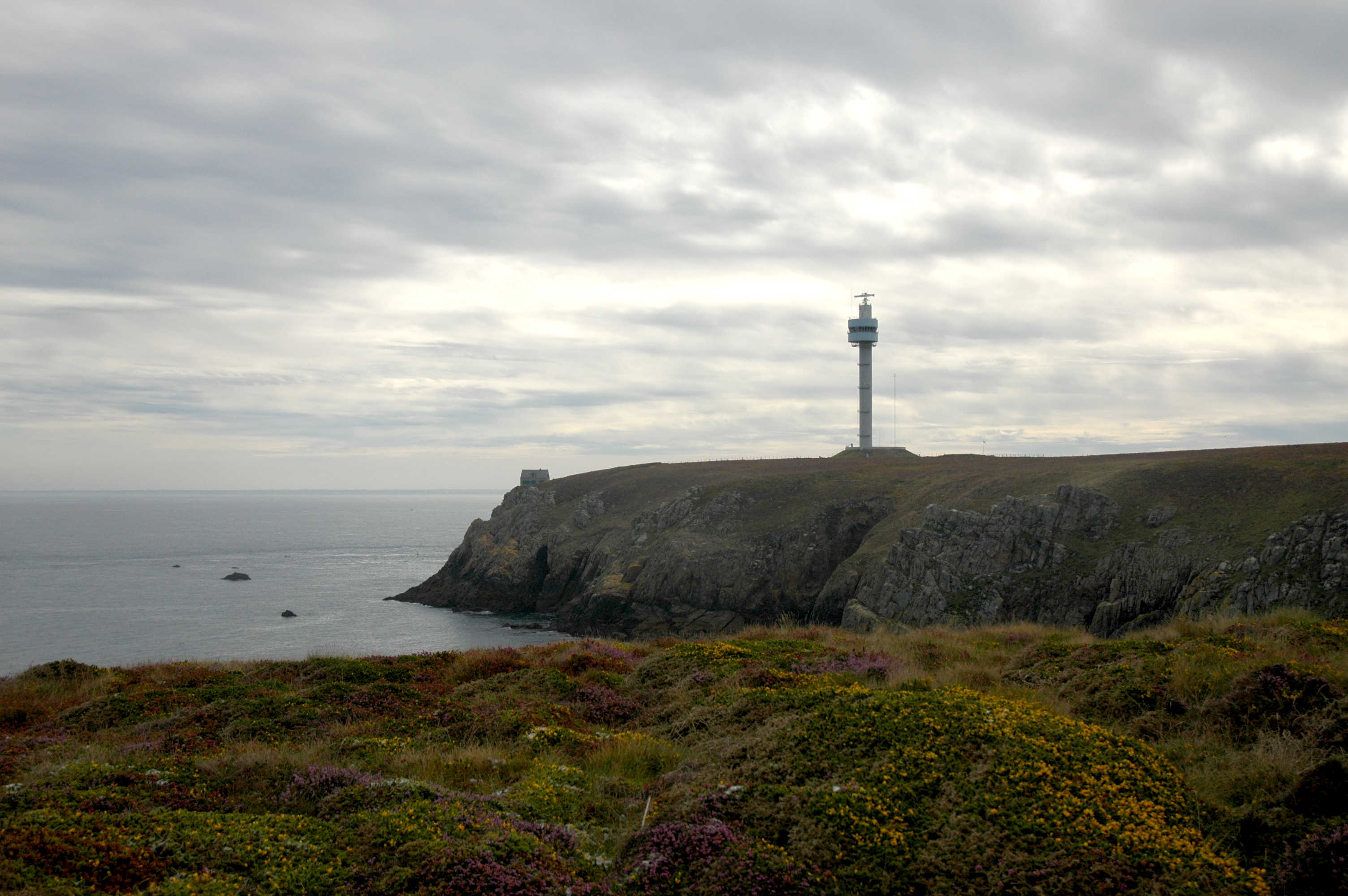
La Torre Radar di Ouessant vista dal Faro di Stiff